# Dr. Mag
Dr. Mag war Anfang der 1990er-Jahre ein Jugendmagazin im ZDF. Dr. Mag ist die Abkürzung für Doktor Magazin. Es moderierten Aziza A., die angeblich erste deutsch-türkische Moderatorin einer Fernsehsendung, und Daniel Reinsberg. Lief samstagmittags oder nachmittags, zeitweise unterbrochen von dem Ableger Dr. Mag Love, der das Original um ein Jahr überlebte.
Dr. Mag Love war eine Aufklärungssendung für Jugendliche. Die Themen der Sendung hatte Schlagworte wie: „Meine Erste Liebe“, „Mein erstes Mal“ oder „Stress mit dem Freund“. Moderatorin war unter anderem Patricia Pantel. 44 Ausgaben von 20 Minuten Länge liefen samstagmorgens inmitten von Dr. Mag, nach dessen Ende einzeln. Gemeinsam mit der Bundeszentrale für gesundheitliche Aufklärung wurden auch außerhalb der Sendung Aktionen veranstaltet.
2004 erschien eine Neu-Auflage von Dr.Mag Love mit 13 Folgen im KiKA. Regie führte Andreas Z. Simon. Die Moderatorin war Beatrice Jean-Philippe, die im Jahr 2005 hierfür für den Grimme Preis nominiert wurde.